# Paraemasia
Paraemasia is een geslacht van rechtvleugeligen uit de familie sabelsprinkhanen (Tettigoniidae). De wetenschappelijke naam van dit geslacht is voor het eerst geldig gepubliceerd in 1980 door Piza.

## Soorten
Het geslacht Paraemasia  is monotypisch en omvat slechts de volgende soort:
- Paraemasia paraibana (Piza, 1980)